# Межа (притока Западне Двине)
Межа (рус. Межа) река је на северозападу европског дела Руске Федерације и прва значајнија притока реке Западне Двине у коју се улива као лева притока на подручју Западнодвинског рејона. Протиче преко територија Нелидовског, Жарковског и Западнодвинског рејона на југозападу Тверске области.
Река Межа извире у јужним деловима Валдајског побрђа, на микроцелини познатој као Оковска шума, код села Фјодоровско. У горњем делу тока карактерише је уско корито и интензивно меандрирање, док се низводно од Нелидова шири до 30 метара. У доњем делу тока је јако зарасла воденом вегетацијом, а обале су веома ниске и замочварене.
Укупна дужина водотока је 259 km, а површина сливног подручја 9.080 km². Просечан проток воде у зони ушћа је око 61 m³/s.
Најважније притоке су Јељша, Обша, Лучеса и Береза.